# Hans von Carlowitz (Beamter)
Hans von Carlowitz (* 1527; † 24. April 1578) war ein deutscher Beamter. Er wurde 1575 zum Amtshauptmann des Amtes Schwarzenberg und Crottendorf ernannt. Diese Funktion übte er bis zu seinem Tod 1578 aus. Begraben wurde er in der Marienkirche Dohna. Er war der Anstifter des sogenannten „Saukrieges“, Sohn von Hans Carlowitz d. Ä. und Herr auf Zuschendorf und Lindig.